# Sai da Frente (escola de samba)
Sai da Frente foi uma escola de samba da cidade de São Paulo.

## História
Após terminar entre as quatro últimas colocadas no Carnaval de 2011, foi suspensa pela UESP e não participou dos desfiles oficiais em 2012.

## Carnavais
| Ano  | Colocação    | Grupo                   | Enredo                                                                             | Carnavalesco     | Ref.         |
| ---- | ------------ | ----------------------- | ---------------------------------------------------------------------------------- | ---------------- | ------------ |
| 2008 | 9º Lugar     | 3-UESP (quinta divisão) | O Anjo Azul Pede Licença ao Samba de Roda de Pirapora                              | Tomaz de Souza   |              |
| 2009 | 9º Lugar     | 3-UESP (quinta divisão) | É Meio Dia é Meia Noite - O Mundo Encantado da Fantasia                            | Tomaz de Souza   |              |
| 2010 | 11º Lugar    | 3-UESP (quinta divisão) | Parabéns Sai da Frente, 25 Anos de Samba e Frevo na Passarela                      | Solange de Souza |              |
| 2011 | 8º Lugar     | 4-UESP (sexta divisão)  | Essas mulheres brasileiras...fortes, guerreiras, talentosas e faceiras             | Wagner Santos    | [ 2 ]        |
| 2012 | Suspensa     | Suspensa                | Suspensa                                                                           | Suspensa         | Suspensa     |
| 2013 | Não Desfilou | Não Desfilou            | Não Desfilou                                                                       | Não Desfilou     | Não Desfilou |
| 2014 | 6º Lugar     | 3-UESP (sexta divisão)  | Nas águas de Oxalá a Sai da Frente vem se banhar para um novo recomeçar "Epá Babá" |                  |              |